# Marcus Armstrong
Marcus Armstrong (Christchurch, 29 juli 2000) is een Nieuw-Zeelands autocoureur. In 2017 werd hij kampioen in het Italiaans Formule 4-kampioenschap. Tussen 2017 en 2021 maakte hij deel uit van de Ferrari Driver Academy, het opleidingsprogramma van het Formule 1-team van Ferrari.

## Carrière
Armstrong begon zijn autosportcarrière in 2010 in het karting en won vanaf 2011 meerdere kampioenschappen. Tijdens zijn kartcarrière deed hij al ervaring op in het formuleracing, toen hij in het winterseizoen 2014-15 deelnam aan de Nieuw-Zeelandse Formule Ford. Tevens deed hij mee aan het sportwagenkampioenschap Toyota Finance 86 Championship, waarin hij drie races won.
Aan het eind van 2016 stapte Armstrong definitief over naar het formuleracing, waarin hij deelnam aan een raceweekend van zowel het herfstkampioenschap van de BRDC Britse Formule 3, de Eurocup Formule Renault 2.0 en de Formule Renault 2.0 Eurocup. In de Formule 3, waarin hij voor Double R Racing uitkwam, was een vierde plaats op het Snetterton Motor Racing Circuit zijn beste klassering, terwijl hij in beide Formule Renault-kampioenschappen, waarin hij reed voor R-ace GP, top 10-klasseringen behaalde. In november 2016 werd hij met vijf andere coureurs uitgenodigd voor de Ferrari Driver Academy, het opleidingsprogramma van het Formule 1-team van Ferrari, en in december werd bevestigd dat hij in het programma zou worden opgenomen.
In 2017 begon Armstrong in de Nieuw-Zeelandse Toyota Racing Series, waarin hij vooral tegen meer ervaren coureurs reed. Uitkomend voor het team M2 Competition wist hij toch drie races te winnen op het Mike Pero Motorsport Park, het Hampton Downs Motorsport Park en het Bruce McLaren Motorsport Park en eindigde zo achter Thomas Randle, Pedro Piquet en Richard Verschoor op de vierde plaats in het kampioenschap met 792 punten. Hij zette het jaar voort in Europa, waarin hij uitkwam in zowel het Italiaanse als het ADAC Formule 4-kampioenschap bij het Prema Powerteam. In het Italiaanse kampioenschap won hij vier races op het Autodromo Vallelunga, het Circuit Mugello (tweemaal) en het Autodromo Enzo e Dino Ferrari, waarmee hij het kampioenschap met 283 gescoorde punten winnend afsloot. In het ADAC-kampioenschap won hij drie races op de Red Bull Ring, de Motorsport Arena Oschersleben en de Nürburgring en werd met 241 punten tweede, slechts 4,5 punten achter kampioen Jüri Vips.
In 2018 keerde Armstrong terug in de Toyota Racing Series, waarin hij opnieuw uitkwam voor het team M2 Competition. Met twee zeges op de Powerbuilt Raceway werd hij achter Robert Shwartzman en Richard Verschoor derde in het klassement met 901 punten. Aansluitend ging hij terug naar Europa om zijn debuut te maken in het Europees Formule 3-kampioenschap bij het Prema Powerteam. Hij won een race op de Norisring en werd met 260 punten vijfde in de eindstand.
In 2019 reed Armstrong voor de derde keer in de Toyota Racing Series bij M2 Competition. Hij won vijf races, maar vanwege een aantal uitvalbeurten en mindere resultaten eindigde hij achter Liam Lawson als tweede in het kampioenschap met 346 punten. Daarna kwam hij uit in het eerste FIA Formule 3-kampioenschap bij Prema. Hij kende een moeilijke start van het seizoen, maar in de tweede helft van het jaar behaalde hij drie zeges op de Hungaroring, Spa-Francorchamps en het Sochi Autodrom. Hierdoor werd hij achter zijn teamgenoot Robert Shwartzman tweede in het eindklassement met 158 punten.
In 2020 stapte Armstrong over naar de Formule 2, waarin hij voor ART Grand Prix uitkwam. Hij behaalde twee podiumplaatsen in de eerste twee raceweekenden op de Red Bull Ring, maar in de rest van het seizoen wist hij nauwelijks tot scoren te komen. Met 52 punten werd hij dertiende in het eindklassement.
In 2021 maakte Armstrong binnen de Formule 2 de overstap naar het team van DAMS. Hij behaalde zijn eerste podiumfinish van het seizoen op Silverstone, voordat hij op het Jeddah Corniche Circuit zijn eerste Formule 2-zege behaalde. In de rest van het seizoen kwam hij slechts vijfmaal tot scoren. Met 49 punten werd hij dertiende in het kampioenschap. Aan het eind van het jaar verliet hij de Ferrari Driver Academy.
In 2022 bleef Armstrong in de Formule 2 rijden, maar stapte hij over naar het team Hitech Grand Prix. Hij behaalde drie zeges op Imola, de Red Bull Ring en het Circuit Zandvoort en behaalde nog een podiumplaats op het Circuit de Monaco. In de rest van het seizoen had hij veel pech, waardoor hij met 93 punten dertiende werd in de eindstand.
In 2023 stapt Armstrong over naar de IndyCar Series, waarin hij voor het team Chip Ganassi Racing deelneemt aan alle races op straten- en permanente circuits. Met 214 punten en een 20e plaats in de eindstand van het kampioenschap werd Armstrong uitgeroepen tot Rookie van het jaar.